# Stade de Tourbillon
Das Stade de Tourbillon ist ein Fussballstadion in Sion, Hauptort des Kantons Wallis, Schweiz. Es ist Heimstätte des Fussballclubs FC Sion. Es ist im Besitz der Stadt Sion.

## Geschichte
Vor dem Stade de Tourbillon spielte der FC Sion im 1927 eingeweihten Parc des Sports. Nachdem er 1957 in die Nationalliga B aufgestiegen war, entschied sich die Stadt zum Kauf eines 36'000 Quadratmeter grossen Grundstücks im Quartier Vissigen für den Bau eines neuen Stadions. 1960 schätzte man für den Bau einer Tribüne mit Flutlicht hohe Kosten von 1,6 Millionen Franken. Mittlerweile stieg der FC Sion 1962 in die Nationalliga A auf, spielte aber weiter im Parc des Sports mit unzureichender Beleuchtung. 1965 wurde für 1,6 Mio. Franken die Baubewilligung erteilt, und im folgenden Jahr begannen die Arbeiten am Stade de Tourbillon. Das Stadion wurde am 11. August 1968 eingeweiht. 1986 fand eine grosse Renovation statt, die der Anlage ihr heutiges Aussehen gab. Das Platzangebot des Stadions beträgt insgesamt 14'283. Die Spielfläche besteht aus Naturrasen.
Namensgeber des Stadions ist das auf der anderen Flussseite gelegene mittelalterliche Schloss Tourbillon.
Das Stade de Tourbillon ist eines der acht Austragungsorte der Fussball-Europameisterschaft der Frauen 2025 in der Schweiz.

## Galerie

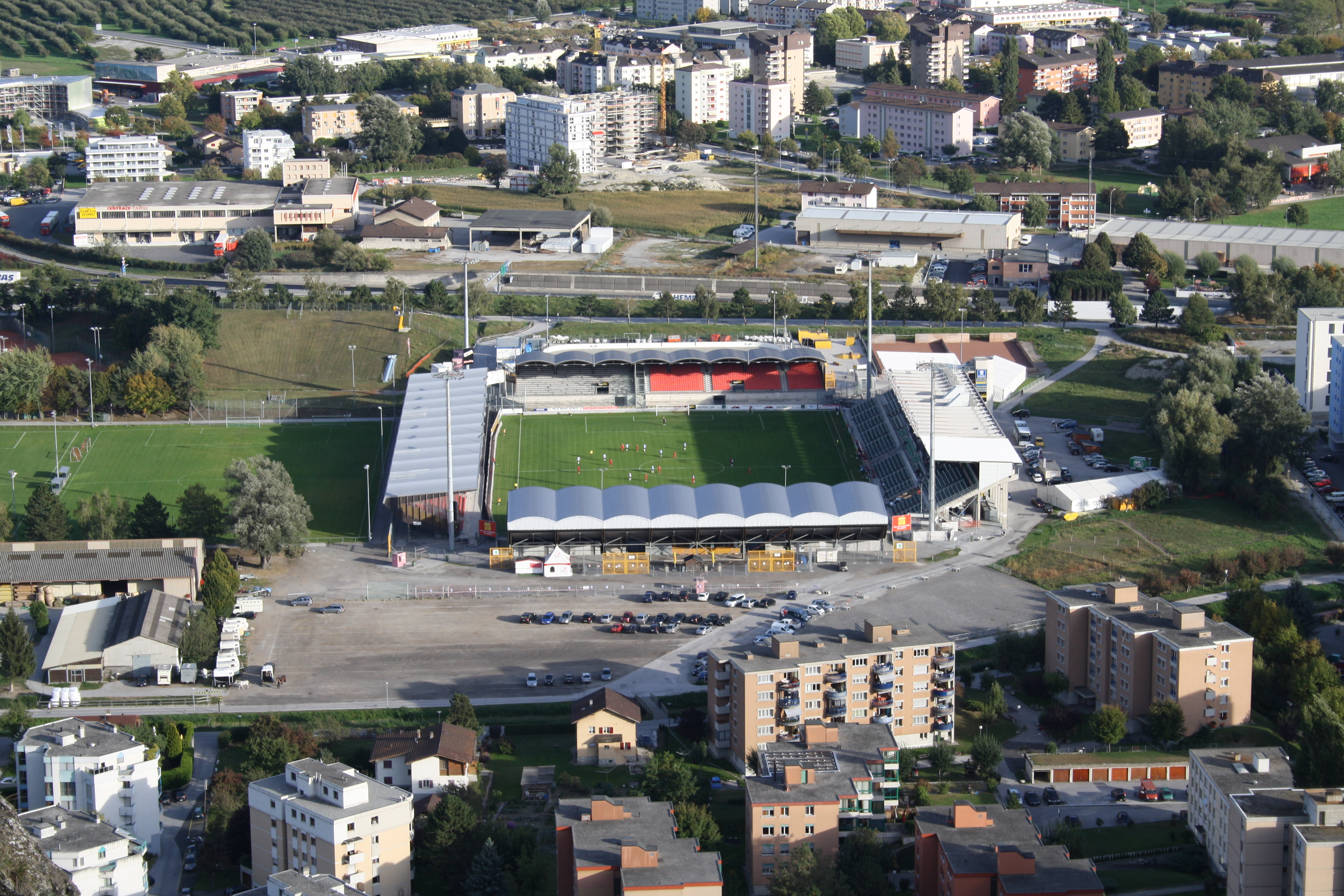
Stade de Tourbillon in Sitten, Sicht vom Schlosshügel Tourbillon (Oktober 2010)
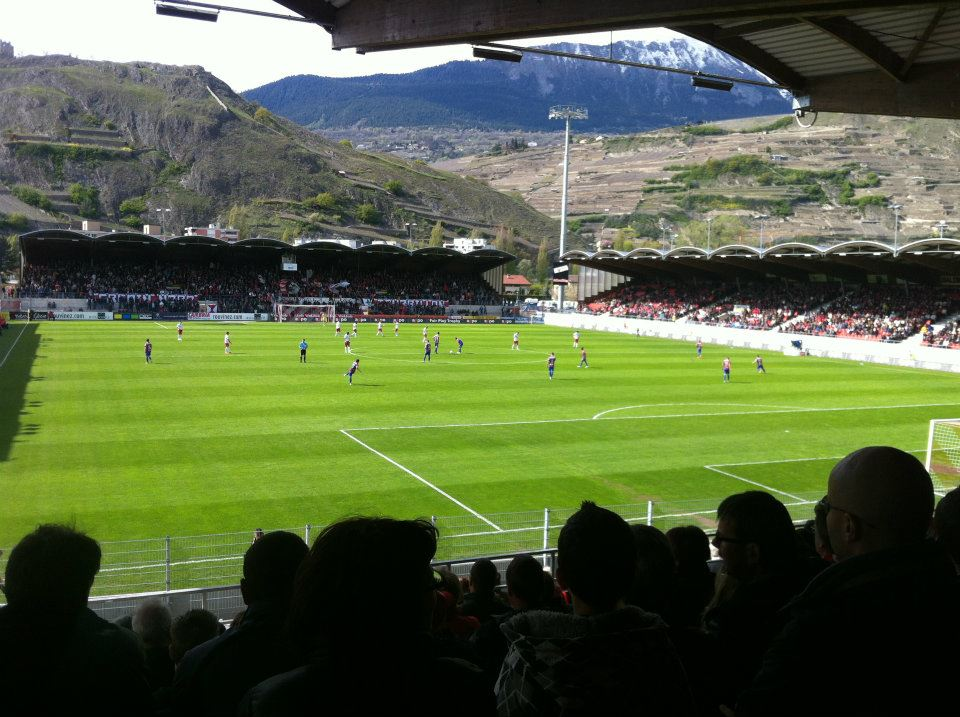
Im Hintergrund der Schlosshügel von Tourbillon